# كارل ميلر (لاعب كرة قدم)
كارل ميلر (بالألمانية: Karl Miller)‏ (2 أكتوبر 1913 بهامبورغ في ألمانيا - 18 أبريل 1967) هو لاعب كرة قدم ألماني في مركز الدفاع. شارك مع منتخب ألمانيا لكرة القدم. أما مع النوادي، فقد لعب مع نادي سانت باولي ونادي درسدن ‏ وLuftwaffen-SV Hamburg ‏.

## وصلات خارجية
- كارل ميلر على موقع قاعدة بيانات كرة القدم.إي يو (الإنجليزية)
- كارل ميلر على موقع بيانات كرة القدم. دي إي (الألمانية)
- كارل ميلر على موقع ناشيونال فوتبول تيمز (الإنجليزية)
- كارل ميلر على موقع عالم كرة القدم.نت (الإنجليزية)